# Советское (Кеминский район)
Советское — село в Кеминском районе Чуйской области Кыргызстана. Входит в состав Ильичёвского аильного округа. Код СОАТЕ — 41708 213 817 03 0.

## География
Село расположено к востоку от реки Чу, на расстоянии приблизительно 16 километров (по прямой) к юго-востоку от города Кемин, административного центра района, вблизи от границы с Казахстаном. Абсолютная высота — 1340 метров над уровнем моря.

## Население
| год     | 2009 | 2014 | 2015 |
| ------- | ---- | ---- | ---- |
| человек | 794  | 922  | 933  |